# Traisenberg
Der Traisenberg ist das geografische Zentrum der Traisentäler im südlichen Niederösterreich. Er wird nur wenig begangen, beherrscht aber durch sein breit ausladendes Massiv die Topografie und die Wasserführung vieler Quellbäche.
Das Massiv überdeckt mehr als 30 km² und wird von den zwei Haupttälern der Traisen (Türnitzer und Unrecht-Traisen) und ihren Zubringern nahezu komplett umschlossen. Im Südwesten wird der Traisenberg durch ein Sträßchen von Annaberg durch das Pfarrtal zum Kernhofer Gscheid (982 m) und weiter ins Unrecht-Traisental begrenzt, im Nordosten durch den Traisenbergsattel von der St. Aegyder Bürgeralpe getrennt. Der Hauptgipfel Enzian erreicht eine Höhe von 1230 m ü. A.
Die Hänge und Gipfelregionen sind fast gänzlich bewaldet; im Kamm- und Gipfelbereich sind auch Felsaufbauten und Felswände zu finden. Das Bergmassiv ist nur teilweise über einige Forststraßen erschlossen; die vereinzelten Fußwege werden von Bergsteigern kaum frequentiert. Diese Situation trägt dazu bei, dass die Wasserläufe der oberen Traisentäler zu den reinsten von ganz Österreich gehören.
Administrativ gehört das Traisenberg-Massiv zum Bezirk Lilienfeld und zu den Marktgemeinden Türnitz bzw. St. Aegyd am Neuwalde.

## Gipfel
Die Gipfel des Traisenbergs, von Südost nach Nordwest:
- Karnermauer, 1176 m
- Burgmauer, 1215 m
- Stieglmauer, 1224 m
- Enzian, 1230 m
- Sonnkogel, 1190 m

Umliegende Gipfel: Türnitzer Höger (1372 m) und Tirolerkogel (1377 m), Gippel (1699 m) und Göller (1766 m)